# Братковичі (Польща)
Братковичі (пол. Bratkowice) — село в Польщі, у гміні Свільча Ряшівського повіту Підкарпатського воєводства.
Населення — 4304 особи (2011).

## Історія
Історики ототожнюють село з поселенням XIV ст. Донатова.
У XVII—XVIII ст. село було центром Братковського староства Сандомирського воєводства.
У 1772—1918 рр. село входило до Австрійської імперії. На той час унаслідок півтисячоліття латинізації та полонізації українці лівобережного Надсяння опинилися в меншості. Українці-грекокатолики належали до парафії Залісє Каньчузького деканату Перемишльської єпархії). Востаннє вони (п'ятеро парафіян) фіксуються в селі в шематизмі 1849 р. і в наступному шематизмі (1868 р.) згадка про Братковичі вже відсутня.
Відповідно до «Географічного словника Королівства Польського» в 1880 р. Братковичі знаходились у Ряшівському повіті Королівства Галичини і Володимирії, було 450 будинків і 2471 мешканець.
У міжвоєнний період село входило до ґміни Свільча Ряшівського повіту Львівського воєводства Польщі.
У 1975-1998 роках село належало до Ряшівського воєводства.

## Демографія
Демографічна структура станом на 31 березня 2011 року:
|          | Загалом | Допрацездатний вік | Працездатний вік | Постпрацездатний вік |
| -------- | ------- | ------------------ | ---------------- | -------------------- |
| Чоловіки | 2188    | 481                | 1495             | 212                  |
| Жінки    | 2116    | 454                | 1236             | 426                  |
| Разом    | 4304    | 935                | 2731             | 638                  |

## Відомі особистості
В поселенні народився:
- Тадеуш Жихевич (1922—1994) — польський журналіст, історик мистецтва.